# الکساندرا، بخش کالیسز
الکساندرا، بخش کالیسز (به لاتین: Aleksandrów, Kalisz County) یک منطقهٔ مسکونی در لهستان است که در Gmina Mycielin واقع شده‌است.

## خصوصیات
الکساندرا ۸۰ نفر جمعیت دارد.